# 가와와초역
가와와초역(일본어: 川和町駅, かわわちょうえき)은 일본 가나가와현 요코하마시 쓰즈키구에 있는 요코하마 시 교통국 그린 라인 (4호선)의 역이다.
지상역에서 그린 라인의 차량기지인 가와와 차량 기지 입・출고선이 설치되어 있다.
역 번호는 G02이다. 스테이션 컬러는 쓰루미 강가의 느긋한 지세와 역이 고가역이어서 하늘을 이미지로 부각시키는 감초색■이다.

## 역 구조
섬식 승강장 1면 2선의 고가역이다. 승강장에 유치선이 2개가 나란히 있다, 유치선은 승무원용 간이 승강장이 설치되어 있다. 이 승무원용 승강장에도 번호가 부여되어 있기(1,2번 승강장) 때문에 승강장의 번호는 3,4번이 된다.
배선 관계상, 나카야마 방향으로부터 직접 차량기지로는 입선할 수 없는 관계로 히요시 방향에는 회차가 가능한 유치선이 1개 존재하고 차량기지에서 나카야마 방면으로 출고용 1개가 설치되어 있으며 개통 이후 당역 발착 열차는 설정되지 않았지만 2014년 3월 29일의 다이아 개정으로 나카야마 방면 행선지의 처음과 두 번째의 열차가 당역 시발이 설정되었다.

### 승강장
| 승강장 | 노선      | 행선                     |
| ------ | --------- | ------------------------ |
| 3      | 그린 라인 | 나카야마 방면            |
| 4      | 그린 라인 | 센터 미나미・히요시 방면 |

- 상기 표시된 노선명은 여객 안내 상의 명칭에서 기재되고 있다.

## 역 주변
주로 주택지이지만 쓰루미 강변은 공업 지역으로 중소 공장이 많다.
- 가와와 차량기지
- 가와와후지 공원
- 가와와 공회당
- 가나가와 현도 12호 요코하마카미아사부 선
- 가와와 상점가
- 요코하마 시립 가와와 초등학교
- 요코하마 시립 가와와 중학교

## 역사
- 2008년 3월 30일: 요코하마 시영 지하철 그린 라인 개통과 동시에 영업 개시.
- 2012년 5월 1일: docomo Wi-Fi로, 무선 LAN서비스 개시.

## 사진

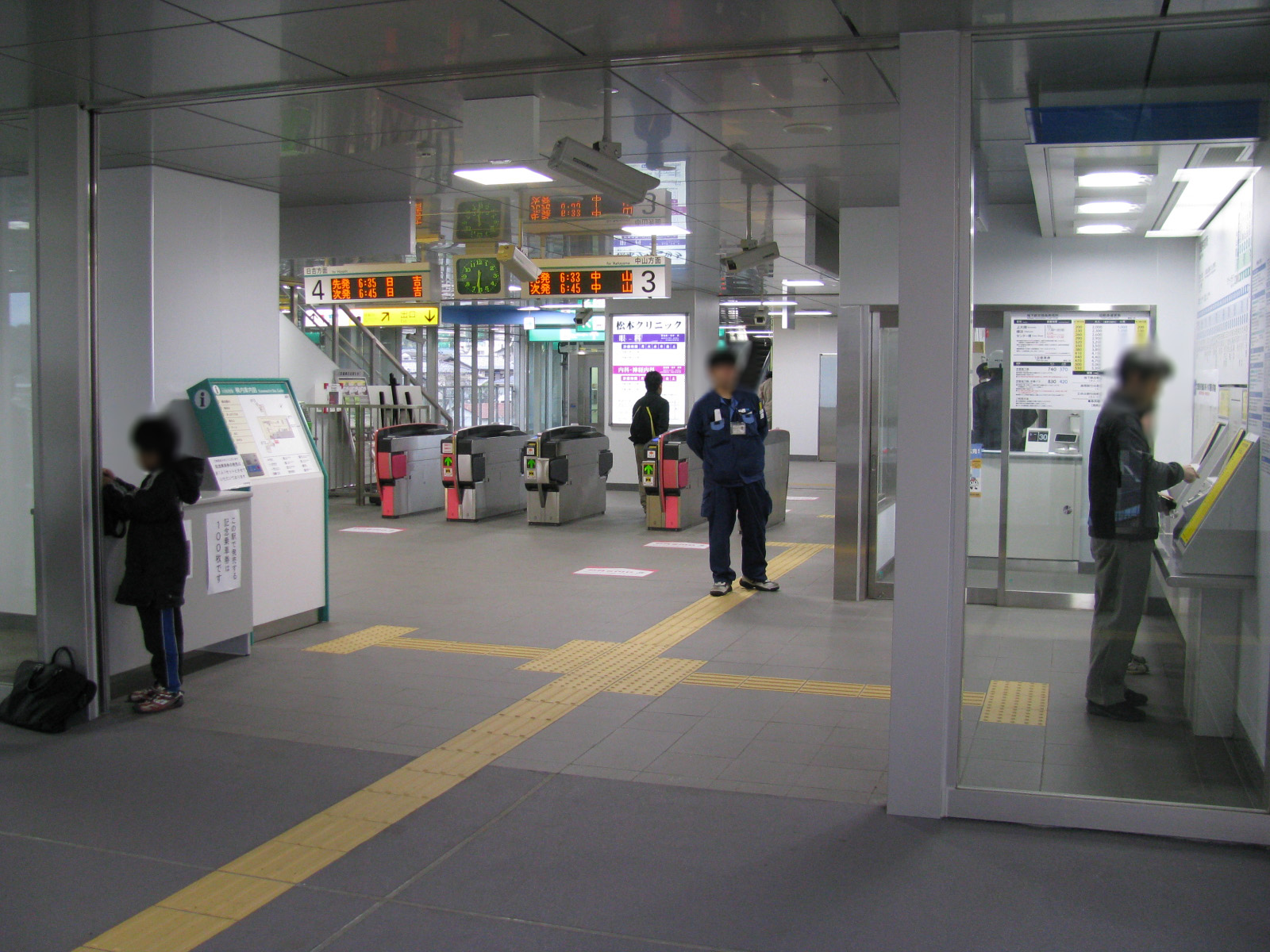
개찰구

## 인접역
| 요코하마 시 교통국 지하철 그린 라인 | 요코하마 시 교통국 지하철 그린 라인 | 요코하마 시 교통국 지하철 그린 라인 |
| ----------------------------------- | ----------------------------------- | ----------------------------------- |
| G01 나카야마 나카야마 방면          |                                     | G03 쓰즈키후레아이노오카 히요시방면 |